# 52 Evropa
52 Evropa (mednarodno ime 52 Europa, starogrško starogrško Εὐρώπη: Európe) je velik in temen asteroid tipa C v glavnem asteroidnem pasu. 

## Odkritje
Asteroid je odkril Hermann Mayer Salomon Goldschmidt (1802 – 1866) 4. februarja 1858. . Ime je dobil po Zevsovi ljubici Evropi iz grške mitologije.

## Lastnosti
Evropa je po prostornini sedmi največji asteroid, po masi pa je šesti največji (za asteroidi Cerera, Vesta, Palas, Higeja in Interamnija). Vsebuje malo manj kot 2 % vse mase v glavnem asteroidnem pasu.
Evropa je zelo temen ogljikov asteroid tipa C. Je četrti največji te vrste asteroidov. Kroži zelo blizu asteroidne družine Higeja, čeprav ni njen član. Analize kažejo, da se na njegovi površini nahajata minerala olivin in piroksen . Kaže pa tudi večje razlike v sestavi različnih delov površine .
Asteroid Evropa obkroži Sonce v 5,46 letih. Njegova tirnica ima izsrednost 0,102, nagnjena pa je za 7,466° proti ekliptiki. Njegove mere so 360 × 315 × 240 km, okrog svoje osi pa se zavrti v 0,2347 dneva. Svetlobne krivulje asteroida je zelo težko razumeti in pojasniti. Danes je znano, da se asteroid Evropa vrti progradno. Prav tako ni dovolj točno znana smer v katero kažeta pola. Lahko bi imela smer proti ekliptičnima koordinatama (β, λ) = (70°, 55°) ali pa proti (β, λ) = (40°, 255°). To bi dalo naklon vrtilne osi približno 13° ali pa 54°.
Asteroida 52 Evropa ne smemo zamenjevati z Jupitrovo luno Evropo.